# Genealogiska Samfundet i Utah
Genealogiska Samfundet i Utah (GSU) som inrättades 1894 är en genealogiskt organisation som drivs av Jesu Kristi Kyrka av Sista Dagars Heligas (mormonerna) och som är helt finansierad av kyrkan. Organisationen drivs utan vinstintresse av tusentals frivilliga. 
Forskningsavdelningen inom organisationen kallas familjehistoriska biblioteket och har utvecklat det mest omfattande programmet i hela världen när det gäller att insamla genealogiska uppteckningar. Det etablerades för att assistera i forskande efter namn på förfäder att användas vid speciella religiösa ceremonier som mormonerna tror skall binda samman familjen som en evig enhet i efterlivet. Enligt mormonerna så uppfylls därmed en biblisk profetia som säger att profeten Elia skall återvända för att vända fädernas hjärtan till barnen och barnens hjärtan till deras fäder.

## Verksamhet
Den centrala lokalen för GSU är det familjehistoriska biblioteket i Salt Lake City, Utah, USA där hundratals frivilliga hjälper släktforskare med deras efterforskningar.
Föreningen har även arkiv och digitala bilder på uppteckningar som de erhållit från hela världen. De började mikrofilma uppteckningar 1938 och har filmat släkthistoriska källor i över 100 olika länder. År 1998 började GSU att digitalisera alla uppteckningar. 
GSU och det familjehistoriska biblioteket är ansvariga för webbplatsen FamilySearch, som möjliggör familjehistorisk forskning via webben såväl som genealogisk släktforskning utan kostnad.
År 1975 blev GSU LDS-kyrkans genealogiska departement som senare blev familjehistoriska departementet. Då ändrades också GSU:s chefs titel från "verställande direktör” till “president”, med början under Theodor M.Burtons ledning. Titeln ”president över Genealogiska Samfundet i Utah” och andra titlar användes dock fortfarande av de olika avdelningscheferna.
År 2000 slog kyrkan samman sina familjehistoriska och historiska departement till familje- och kyrkohistoriska departement med Richard E. Turley, Jr som dess verkställande direktör och som president av GSU. Detta bröt med traditionen eftersom presidenten för GSU var numera varken dess verkställande direktör eller en generell auktoritet inom kyrkan.